# Браусе, Франциска
Франциска Брауссе (нем. Franziska Brauße; род. 20 ноября 1998, Метцинген) — немецкая профессиональная велогонщица. Чемпионка Олимпийских игр 2020 в Токио в командной гонке преследования вместе с Лизой Кляйн, Лизой Бреннауэр и Микой Крёгер.

## Карьера
В 2012 году Франциска Брауссе выиграла свой первый национальный титул, когда стала чемпионом среди школьников Германии по шоссейному велоспорту. В 2015 году она стала чемпионкой Германии среди юниоров на треке в индивидуальной гонке преследовании и вместе с Катей Брайтенфелльнер, Изабель Зайф и Лаурой Зюссемильх в командной гонке преследования. На чемпионате чемпионате Германии по трковому велоспорту в 2016 году она выиграла юниорский титул в гонке по очкам и индивидуальной гонке преследовании. В том же году она стартовала на Чемпионате мира по шоссееному велоспорту в Дохе. Она финишировала седьмой в групповой гонке и шестой в индивидуальной гонке с раздельным стартом среди юниоров.
На Чемпионате мира по трековым велогонкам 2020 года в Берлине она выиграла бронзовую медаль в командной гонке преследования вместе с Лизой Кляйн, Лизой Бреннауэр и Гудрун Шток, установив новый рекорд для Германии 4:11.039 минут.
В 2021 году Брауссе была включена в сборную Германии для участия в Олимпийских играх в Токио, где она приняла участие в трековых соревнованиях — мэдисоне и в командной гонке преследования. В время соревнований в командной гонке преследования вместе с Кляйн, Бреннауэр и Крёгер трижды подряд устанавливала новый мировой рекорд и в конечном итоге смогла улучшить прежний рекорд установленной британками на Олимпийских играх 2016 года в Рио-де-Жанейро примерно на шесть секунд до 4:04,249 минут завоевав золотые медали.